# D1ma
D1ma ist ein dänischer Rapper und Sänger. Seine Identität versteckt er hinter einer Maske.

## Karriere
D1ma wurde 2022 durch seine Single Drøm mig væk bekannt, welche die Top 10 in Dänemark erreichte. Über seine Identität, sowie sein Privatleben ist wenig bekannt. Laut Eigenaussage ist er über 21 Jahre alt und kommt nicht aus der Metropolecke Kopenhagen.
2023 veröffentlichte er sein Debütalbum Ev1gt&alt1d, mit welchem er bis an die Chartspitze gelangte. Im gleichen Jahr wurde er bei den Danish Music Awards in drei Kategorien nominiert.

## Diskografie

### Studioalben
| Jahr | Titel       | Höchstplatzierung, Gesamtwochen, AuszeichnungChartsChartplatzierungen (Jahr, Titel, Platzierungen, Wochen, Auszeichnungen, Anmerkungen) | Anmerkungen                         |
| Jahr | Titel       | DK | Anmerkungen                         |
| ---- | ----------- | --- | ----------------------------------- |
| 2023 | Ev1gt&alt1d | DK1 ×2Doppelplatin · (82 Wo.)DK | Erstveröffentlichung: 16. März 2023 |

### EPs
| Jahr | Titel | Höchstplatzierung, Gesamtwochen, AuszeichnungChartsChartplatzierungen (Jahr, Titel, Platzierungen, Wochen, Auszeichnungen, Anmerkungen) | Anmerkungen                            |
| Jahr | Titel | DK | Anmerkungen                            |
| ---- | ----- | --- | -------------------------------------- |
| 2024 | 7     | DK2 Gold · (7 Wo.)DK | Erstveröffentlichung: 10. Oktober 2024 |
| 2025 | N1YA  | DK8 (… Wo.)DK | Erstveröffentlichung: 3. Juli 2025     |

### Singles
| Jahr | Titel Album                   | Höchstplatzierung, Gesamtwochen, AuszeichnungChartsChartplatzierungen (Jahr, Titel, Album, Platzierungen, Wochen, Auszeichnungen, Anmerkungen) | Anmerkungen                                            |
| Jahr | Titel Album                   | DK | Anmerkungen                                            |
| --- | ----------------------------- | --- | ------------------------------------------------------ |
| 2022 | Drøm mig væk –                | DK4 ×4Vierfachplatin · (75 Wo.)DK | Erstveröffentlichung: 1. April 2022                    |
| 2022 | Don’t Phase Me –              | DK15 Platin · (5 Wo.)DK | Erstveröffentlichung: 15. Juni 2022                    |
| 2022 | No Love –                     | DK18 Platin · (3 Wo.)DK | Erstveröffentlichung: 29. Juni 2022                    |
| 2022 | Kenti hayati –                | DK17 (2 Wo.)DK | Erstveröffentlichung: 3. August 2022                   |
| 2022 | Baglæns –                     | DK37 Gold · (1 Wo.)DK | Erstveröffentlichung: 12. Oktober 2022                 |
| 2023 | Lidt endnu –                  | DK4 Platin · (14 Wo.)DK | Erstveröffentlichung: 26. Januar 2023 mit Medina       |
| 2023 | Moonlight Ev1gt&alt1d         | DK2 ×3Dreifachplatin · (54 Wo.)DK | Erstveröffentlichung: 2. März 2023                     |
| 2023 | Forsvinder aldrig Ev1gt&alt1d | DK26 Gold · (3 Wo.)DK | Erstveröffentlichung: 9. März 2023                     |
| 2023 | I Know –                      | DK1 ×3Dreifachplatin · (49 Wo.)DK | Erstveröffentlichung: 22. Juni 2023                    |
| 2023 | Tilfældigt –                  | DK15 Gold · (32 Wo.)DK | Erstveröffentlichung: 6. Juli 2023 mit Caroline Dubois |
| 2024 | En sammen –                   | DK13 Gold · (4 Wo.)DK | Erstveröffentlichung: 29. August 2024                  |
| 2024 | Cleopatra 7                   | DK6 Platin · (20 Wo.)DK | Erstveröffentlichung: 26. September 2024               |
| Folgende Lieder erschienen nicht als Single, wurden aber durch das Album zum Download und Streaming bereitgestellt und konnten somit eine Platzierung erlangen: |                               | |                                                        |
| |                               | |                                                        |
| 2023 | Til vi dør Ev1gt&alt1d        | DK24 (1 Wo.)DK |                                                        |
| 2024 | Feel Alive 7                  | DK9 (5 Wo.)DK |                                                        |
| 2024 | Vågn op 7                     | DK23 (1 Wo.)DK |                                                        |
| 2024 | Cali Lovin’ 7                 | DK36 (1 Wo.)DK |                                                        |
| 2025 | Natten bliver morgen N1YA     | DK10 (… Wo.)DK |                                                        |

Weitere Singles
- 2022: Come My Way (mit VC Barre, DK: Gold)
- 2023: A List (Intro) (DK: Gold)

### Gastbeiträge
| Jahr | Titel Album | Höchstplatzierung, Gesamtwochen, AuszeichnungChartsChartplatzierungen (Jahr, Titel, Album, Platzierungen, Wochen, Auszeichnungen, Anmerkungen) | Anmerkungen                                                    |
| Jahr | Titel Album | DK | Anmerkungen                                                    |
| ---- | ----------- | --- | -------------------------------------------------------------- |
| 2024 | Bellevue –  | DK1 ×2Doppelplatin · (37 Wo.)DK | Erstveröffentlichung: 23. Februar 2024 Tobias Rahim feat. D1ma |

Weitere Gastbeiträge
- 2022: Tom Indeni (Caroline Dubois feat. D1MA, DK: Platin)